# جک مک‌بین
جک مک‌بین (انگلیسی: Jack McBean؛ زادهٔ ۱۵ دسامبر ۱۹۹۴) یک بازیکن فوتبال است.